# Tables, Ladders & Chairs
Tables, Ladders & Chairs o TLC és un xou anual de pagament, produït per la World Wrestling Entertainment (WWE) durant el mes de desembre. Inclou combats entre lluitadors de les dues marques de l'empresa (RAW i SmackDown). Va crear-se l'any 2009, en substitució d'Armageddon. Té com a característica especial un tipus de lluita que inclou escales, taules o cadires, que són les tres paraules anglesos del títol.

## Resultats

### 2009
Tables, Ladders & Chairs 2009 es va celebrar el 13 de desembre de 2009 des del AT&T Center de San Antonio, Texas. El tema oficial del xou va ser Bullet Soul.
- Dark Match: R-Truth va derrotar CM Punk (amb Luke Gallows)
  - R-Truth va cobrir Punk amb un roll up

- Christian va derrotar Shelton Benjamin en un Ladder Match i va obtenir el Campionat de la ECW

- Drew McIntyre derrotà John Morrison i guanyà el WWE Intercontinental Championship
  - McIntyre va cobrir Morrison després d'un future shock.

- Michelle McCool derrotà Mickie James i obtingué el WWE Women's Championship
  - McCool va cobrir James després d'un simply flawless.

- Sheamus derrotà John Cena en un Tables Match i guanyà el WWE Championship
  - Sheamus va guanyar després d'haver llançat Cena des de la cantonada i fer que caigués sobre una taula.

- The Undertaker va derrotar Batista en un Chairs Match i va obtenir el WWE World Heavyweight Championship
  - Undertaker cobrí Batista després d'un tombstone piledriver.
  - Inicialment, Batista va cobrir Undertaker després de colpejar-lo al cap amb una cadira, i després d'haver-li clavat un cop baix; motiu pel qual Theodore Long va fer continuar el combat.

- Randy Orton derrotà Kofi Kingston
  - Orton va cobrir Kingston després d'un RKO.

- D-Generation X (Triple H i Shawn Michaels) derrotaren Chris Jericho i Big Show en un Tables, Ladders & Chairs Match i van guanyar els Campionats unificats en parelles.

### 2010
TLC: Tables, Ladders & Chairs 2010 es va celebrar el 19 de desembre de 2010 des del Toyota Center a Houston, Texas.
- Dolph Ziggler (amb Vickie Guerrero) derrotà Kofi Kingston i Jack Swagger en un Ladder Match i obtingué el Campionat Intercontinental de la WWE.
  - Ziggler guanyà després que Kingston i Swagger es despengessin del campionat i el van fer caure accidentalment.
  - Durant el combat, Vickie Guerrero va interferir a favor de Ziggler.

- Natalya i Beth Phoenix derrotaren Michelle McCool i Layla en un Tables Match.
  - Natalya guanyà després de llançar-se sobre una taula en què es trobava LayCool.

- Santino Marella i Vladimir Kozlov derrotaren The Nexus (Heath Slater i Justin Gabriel) (amb Husky Harris i Michael McGuillicutty) per desqualificació i van retenir el Campionat en Parelles de la WWE.
  - The Nexus foren desqualificats quan McGuillicutty va atacar Marella.
  - Durant el combat, Harris i McGuillicutty van interferir a favor de Slater i Gabriel.
  - Després del combat, Wade Barrett atacà amb una cadira Marella i Kozlov.

- John Morrison derrotà Sheamus en un Ladder Match es convertí en el número 1 contender per al Campionat de la WWE.
  - Morrison guanyà després de despenjar el contracte.

- The Miz (amb Alex Riley) derrotà Randy Orton en un Tables Match i obtingué el Campionat de la WWE.
  - The Miz guanyà després de canviar de lloc a Riley per Orton en una taula trencada.
  - Durant la lluita, Alex Riley va interferir a favor de The Miz.

- Edge derrotà Kane, Rey Mysterio i Alberto del Rio en un Tables, Ladders & Chairs Match i van guanyar el Campionat Mundial Pes pesant de la WWE.
  - Edge guanyà després de despenjar el campionat.
  - Durant el combat Ricardo Rodriguez interferí a favor de Del Río.

- John Cena derrotà Wade Barrett en un Chairs Match.
  - Cena guanyà després d'aplicar un Attitude Adjustment a Barrett sobre sis cadires.
  - Després de la lluita, Cena va llençar Barrett a una de les files de cadires de l'escenografia.

### 2011
TLC: Tables, Ladders & Chairs 2011 va tenir lloc el 18 de desembre de 2011 des del 1st Mariner Arena a Baltimore, Maryland.
|                                                           | Combats                                                             | Estipulacions                                                          | Notes |
| --------------------------------------------------------- | ------------------------------------------------------------------- | ---------------------------------------------------------------------- | --- |
| Dark Match                                                | Drew McIntyre derrotà Alex Riley                                    | Combat individual                                                      | |
| 1                                                         | Zack Ryder derrotà Dolph Ziggler (c)                                | Combat individual pel Campionat dels Estats Units                      | Durant el combat Vickie Guerrero intentà ajudar Dolph i fou expulsada per l'àrbitre                              |
| 2                                                         | Air Boom (Kofi Kingston i Evan Bourne) (c) derrotaren Primo i Epico | Combat en equips pel Campionat en parelles                             | |
| 3                                                         | Randy Orton derrotà Wade Barrett                                    | Tables Match                                                           | |
| 4                                                         | Beth Phoenix (c) derrotà Kelly Kelly                                | Combat individual pel Campionat de Dives                               | |
| 5                                                         | Triple H derrotà Kevin Nash                                         | Sledgehammer Ladder Match                                              | El martell que hi ha penjat pot ser usat pel lluitador que aconsegueixi despenjar-lo                             |
| 6                                                         | Sheamus derrotà Jack Swagger                                        | Combat individual                                                      | La lluita no estava programada, però Theodore Long va pactar el combat aquella mateixa nit                       |
| 7                                                         | Big Show derrotà Mark Henry (c)                                     | Chairs match pel Campionat Mundial de pes pesat                        | Després de la lluita Big Show fou atacat per Mark Henry                                                          |
| 8                                                         | Daniel Bryan derrotà a Big Show (c)                                 | Combat individual pel Campionat Mundial pes pesat                      | Va usar el seu contracte SmackDown Money in the Bank                                                             |
| 9                                                         | Cody Rhodes (c) derrotà Booker T                                    | Combat individual pel Campionat intercontinental                       | Abans del combat Cody va atacar a Booker T                                                                       |
| 10                                                        | CM Punk (c) derrotà The Miz i Alberto Del Río                       | Triple Threat Tables, ladders and chairs match pel Campionat de la WWE | Durant la lluita, l'anunciador d'Alberto va intentar despenjar el campionat però va ser llençat contra una taula |
| (c) – Referent als campions abans de l'inici dels combats |                                                                     |                                                                        | |